# Sara Montiel
María Antonia Abad Fernández znana także jako Sarita Montiel lub Saritísima (ur. 10 marca 1928 w Campo de Criptana, zm. 8 kwietnia 2013 w Madrycie) – hiszpańska piosenkarka i aktorka.
Międzynarodową sławę przyniósł jej występ u boku Gary'ego Coopera i Burta Lancastera w westernie Vera Cruz (1954).